# Bagnolo del Salento
Bagnolo del Salento är en ort och kommun i provinsen Lecce i regionen Apulien i Italien. Kommunen hade 1 821 invånare (2017).